# Вилхелм Рамсай
Вилхелм Рамсай (на фински: Wilhelm Ramsay) е финландски геолог.

## Произход и образование (1865 – 1887)
Роден е на 20 януари 1865 година в Драгсфярд, Финландия, осмо от единадесет деца в аристократично семейство. През 1882 защитава магистърска, а през 1885 докторска степен по философия.

## Експедиционна дейност (1887 – 1914)
В периода 1887 – 1914 г. провежда седем експедиции в Колския п-ов, Карелия, Олонецка губерния и п-ов Канин.
От 1887 до 1891, заедно с ботаника Освалд Чилман и геодезиста Алфред Петрелиус, извършва комплексни изследвания на Колския п-ов. През юли 1887 достига до езерото Ловозеро (255 км2), явяващо се извор на течащата на север река Вороня (155 км). На запад от езерото изследва масива Ловозерски Тундри (1120 м). През август и септември 1887 заедно с Чилман изследва района на изток от река Вороня. Картира езерата Бабозеро и Енозеро. Достига до Баренцево море и изследва Мурманския бряг. Оттам се връща на юг и достига до горното течение на река Йоканга, течаща на изток. Спуска се по нея (203 км) до залива Свети Нос (68°06′ с. ш. 39°40′ и. д. / 68.1° с. ш. 39.666667° и. д.) и оттам по море достига до устието на река Поной. След това тримата се завръщат във Финландия.
През 1891 заедно с Петрелиус изследва масива Хибини (1191 м, най-високия на Колския п-ов) и Ловозерски Тундри. Изследва и картира езерата Имандра (900 км2), Умбозеро (422 км2) и Ловозеро. През 1892 за изследванията си на полуострова е награден с парична награда от император Александър II, която Рамсай използва за да проведе пътуване с изследователска цел в Германия и Франция.
През лятото на 1903 провежда научни изследвания в Карелия, Олонецка губерния и по-в Канин (10,5 хил. км2). Установява бързото разрушаване на западната половина на полуострова.
Дългогодишните си изследвания публикува в трудовете си: „Geologische Beobachtungen auf der Halbinsel Kola“ (<Fennia>, III, № 7, 1890) и „Beiträge zur Geologie der Halbinsel Kanin“ (Helsingfors, 1911), в които през 1898 за първи път въвежда в употреба геоложкия термин „Феноскандия“, след като установява, че Скандинавския п-ов и Колския п-ов представляват едно цяло в геоложко отношение.

## Следващи години (1914 – 1928)
От 1889 е университетски преподавател по геология и минералогия в Университета в Хелзинки, а от 1924 до 1927 – по математика и природни науки. От 1899 до 1928 е декан на факултета по минералогия и геология.
От 1899 до 1905 е депутат в парламента на съществуващото по това време в пределите на Руската империя Велико херцогство Финландия.
Умира на 28 януари 1928 година в Хелзинки на 63-годишна възраст.